# Sidi H'Saine Ou Ali
Sidi H'Saine Ou Ali är en kommun i Marocko.   Den ligger i provinsen Sidi Ifni och regionen Guelmim-Oued Noun, 600 km sydväst om huvudstaden Rabat. Antalet invånare är 6 898.